# Пени Хардавеј
Анферни Дион „Пени“ Хардавеј (енгл. Anfernee Deon „Penny” Hardaway; Мемфис, Тенеси, 18. јул 1971) је бивши амерички кошаркаш, а садашњи кошаркашки тренер. Играо је на позицијама плејмејкера и бека.

## Успеси

### Репрезентативни
- Олимпијске игре:
  -  1996.

### Појединачни
- Најкориснији играч НБА (1): 1994/95.
- НБА Ол-стар меч (4): 1995, 1996, 1997, 1998.
- Идеални тим НБА — прва постава (2): 1994/95, 1995/96.
- Идеални тим НБА — трећа постава (1): 1996/97.
- Идеални тим новајлија НБА — прва постава: 1993/94.